# Parafia św. Józefa Robotnika w Ulanicy
Parafia św. Józefa Robotnika w Ulanicy − parafia rzymskokatolicka znajdująca się w archidiecezji przemyskiej, w dekanacie Dynów. 

## Historia
Ulanica była wzmiankowana w 1436 roku, jako własność Kmitów. W końcu XIX wieku pojawił się zamiar zbudowania kaplicy mszalnej. W latach 1913 i 1918 pojawiły się kolejne zamiary budowy kościoła. W 1929 roku otrzymano pozwolenia od kurii biskupiej. W 1938 roku proboszcz dynowski przeznaczył plac pod budowę i budynki folwarczne. W 1939 roku wykonano fundamenty, ale wybuch wojny przerwał dalsze prace. 
30 maja 1945 roku dekretem bpa Franciszka Bardy została erygowana ekspozytura, z wydzielonego terytorium parafii Dynów. Na tymczasowy kościół zaadaptowano dom ludowy, który 13 maja 1945 roku poświęcono. 18 października 1945 roku poświęcono plac budowy, a następnie zbudowano kościół drewniany. 9 maja 1946 roku bp Wojciech Tomaka poświęcił drewniany kościół pw. św. Józefa i Matki Bożej Pocieszenia. 30 października 1968 roku kościół spłonął podczas pożaru, z którego cudownie ocalał tylko poświęcony w Częstochowie różaniec. Tymczasowo msze święte odprawiano na plebanii. 
W latach 1971–1974 zbudowano obecny murowany kościół, według projektu arch. Andrzeja Galara. W 28 października 1973 roku kościół poświęcił bp Tadeusz Błaszkiewicz pw. św. Józefa Robotnika.
Na terenie parafii jest 380 wiernych.
Proboszczowie parafii:
1945–1952. ks. kan. Jan Kosior (ekspozyt).
1952–1961. ks. Marian Szarek (ekspozyt).
1961–1967. ks. Józef Pruchnicki (ekspozyt).
1967. ks. Stanisław Stawarski.
1967. ks. Józef Linek.
1967–1979. ks. Jan Tuleja.
1979–1995. ks. Tadeusz Ozga. .
1995–2022. ks. kan. Jan Koszałka.
2022– nadal ks. Andrzej Wójcik.